# アイ・ワーシップ・ケイオス
| 専門評論家によるレビュー | 専門評論家によるレビュー |
| レビュー・スコア         | レビュー・スコア         |
| 出典                     | 評価                     |
| ------------------------ | ------------------------ |
| About                    | [ 1 ]                    |
| AllMusic                 | [ 2 ]                    |
| Blabbermouth.net         | 6/10                     |
| MetalSucks               | [ 4 ]                    |

『アイ・ワーシップ・ケイオス』（I Worship Chaos）は、フィンランドのメロディックデスメタルのバンド、チルドレン・オブ・ボドムの9枚目のスタジオ・アルバムである。2015年10月2日に発売された。このアルバムは2015年5月にギタリストのローペ・ラトヴァラがバンドを離れ、2003年の『ヘイト・クルー・デスロール』以来4人組バンドとして、アレキシ・ライホ自らが全てのギターを演奏した初めてのアルバムである。
バンドが商業的なレコーディング・スタジオを使わなかったのは今回が初めてである。彼らはサウンドの雰囲気を強調する為に改装された倉庫を選んだ。
『サムシング・ワイルド』以降では、「ホールド・ユア・タング」と「スイサイド・ボマー」で標準的なC#を、その他の楽曲ではドロップBのチューニングを用いた最初のアルバムである。

## 収録曲
全曲作詞作曲はアレキシ・ライホである。
1. アイ・ハート - "I Hurt" - 4:29
2. マイ・ボドム(アイ・アム・ジ・オンリー・ワン) - "My Bodom (I Am the Only One)" - 4:18
3. モリガン - "Morrigan" - 5:06
4. ホーンズ - "Horns" - 3:24
5. プレイヤー・フォー・ジ・アフリクテッド - "Prayer for the Afflicted" - 4:55
6. アイ・ワーシップ・ケイオス - "I Worship Chaos" - 3:39
7. ホールド・ユア・タング - "Hold Your Tongue" - 4:02
8. スイサイド・ボマー - "Suicide Bomber" - 3:33
9. オール・フォー・ナッシング - "All for Nothing" - 5:42
10. ウィダーシンズ - "Widdershins" - 5:11

### デラックス・エディションや日本盤のボーナス・トラック
1. 禁断の女王 - "Mistress of Taboo" - 3:37
2. デンジャー・ゾーン - "Danger Zone" - 2:57
3. ブラック・ウィンター・デイ - "Black Winter Day" - 3:41
4. ちぎれたハート - "Cruel Summer" - 3:04

## 解説
音楽的には以前よりアグレッシブに、そしてメロディアスなメタルをプレイしており、初期の作品と比べると少し違った良さを味わうことができる。

## 参加ミュージシャン
チルドレン・オブ・ボドム
- アレキシ・ライホ – ボーカル、ギター
- ヤスカ・ラーチカイネン – ドラム、バッキング・ボーカル
- ヘンカ・ブラックスミス – ベース、バッキング・ボーカル
- ヤンネ・ウィルマン – キーボード

プロダクション
- ミッコ・カミラ – プロデューサー、エンジニア、ミキシング
- トゥマス・コルピ – カヴァー・アート

ゲスト参加
- ウェンズデイ13 - 「禁断の女王」でボーカルを担当[7]

## チャート
| chart(2015)                            | Peak position |
| -------------------------------------- | ------------- |
| Australian Albums (ARIA)               | 69            |
| オーストリア (Ö3 Austria)              | 36            |
| ベルギー (Ultratop Flanders)           | 101           |
| ベルギー (Ultratop Wallonia)           | 49            |
| フィンランド (Suomen virallinen lista) | 1             |
| フランス (SNEP)                        | 74            |
| ドイツ (Offizielle Top 100)            | 20            |
| ハンガリー (MAHASZ)                    | 31            |
| スイス (Schweizer Hitparade)           | 26            |
| US Billboard 200                       | 92            |